# گئورگ دیدریشس
گئورگ دیدریشس (آلمانی: Georg Diederichs; ۲ سپتامبر ۱۹۰۰ – ۱۹ ژوئن ۱۹۸۳) یک سیاست‌مدار از حزب سوسیال دموکرات اهل آلمان بود.
وی از ۲۹ دسامبر ۱۹۶۱ تا ۸ ژوئیه ۱۹۷۰ نخست‌وزیر ایالت نیدرزاکسن بود.